# Molinete frenante
Se denomina molinete frenante el estado de vuelo de un helicóptero en el que la velocidad axial descendente del aparato es al menos mayor que dos veces el módulo de la velocidad inducida. Este estado de funcionamiento del rotor del helicóptero, es el régimen de funcionamiento de los aerogeneradores.
En vuelo axial descendente a velocidades moderadas, la configuración fluida que aparece está muy alejada de la configuración unidimensional empleada en la teoría de cantidad de movimiento. Se identifican dos zonas: 
- La velocidad vertical descendente está entre cero y dos veces el módulo de la velocidad inducida.
- La velocidad vertical descendente es mayor que dos veces el módulo de la velocidad inducida.

En el primer caso, aparecen anillos turbillonarios y recirculación dentro del rotor, con lo que existen zonas donde la velocidad axial es positiva.
Sin embargo en el segundo caso, cuando la velocidad de descenso es muy grande, todas las regiones de la estela presentan velocidad axial negativa, ascendente respecto al rotor, y por tanto con el mismo sentido que la tracción. En esta situación la frontera de la estela está bien definida, en la zona superior del rotor y de nuevo es posible identificar un volumen de control simplificado y obtener relaciones análogas a las que se obtienen con la teoría de cantidad de movimiento para vuelo axial ascendente. 

## Formulación matemática
Aplicando al volumen de control seleccionado las leyes de conservación de la masa, la cantidad de movimiento y la energía para el siguiente gasto másico:
{\displaystyle {\dot {m}}=-\rho S(V_{z}+v_{i})=-\rho S_{2}(V_{z}+v_{i2})=-\rho S_{0}V_{z}}
Del balance de la cantidad de movimiento:
{\displaystyle T=-\rho S_{2}(V_{z}+v_{i2})^{2}+\rho S_{0}V_{z}^{2}}
que sustituyendo queda:
{\displaystyle T={\dot {m}}v_{i2}}
En el balance de energía, no se consideran las componentes de energía potencial ni interna del fluido: